# Valentina Maksímova
Pour les articles homonymes, voir Maksimov.
Valentina Maksímova, née le 21 mai 1937 à Toula en Russie, est une ancienne coureuse cycliste soviétique.

## Palmarès
- 1953
  -  Championne d'Union soviétique de vitesse
  -  Championne d'Union soviétique de poursuite
- 1954
  -  Championne d'Union soviétique de vitesse
  -  Championne d'Union soviétique de poursuite
  -  Championne d'Union soviétique du 500 mètres
- 1955
  -  Championne d'Union soviétique de vitesse
  -  Championne d'Union soviétique de poursuite
  -  Championne d'Union soviétique de vitesse par équipes
- 1958
  - 2e du championnat du monde de vitesse
- 1959
  - 2e du championnat du monde de vitesse
- 1960
  - 2e du championnat du monde de vitesse
- 1961
  - 2e du championnat du monde de vitesse